# Cippe
Un cippe est une stèle en pierre de forme carrée ou ronde portant une inscription.

## Historique
Ce petit monument servait à l'origine de borne indicatrice du tracé (par ex. d'un aqueduc romain, portant le nom de l'auteur de l'ouvrage, ainsi que d'autres indications) ou de borne-frontière délimitant une propriété. 
Par la suite, le terme désigna un petit monument sous la forme d'un pilier bas qui signalait l'emplacement d'une tombe et portait une inscription funéraire (par ex. les Étrusques marquaient le genre du défunt par une forme particulière, en forme de bouchon ou d'oignon pour les hommes, en forme de cylindre pour les femmes dans la nécropole du Crucifix du Tuf d'Orvieto). Ce petit édicule, à peine élevé du sol, renfermait une excavation destinée à recevoir une urne funéraire. 
Le cippe funéraire est aujourd'hui un élément d'architecture dans un cimetière : petit monument funéraire souvent sous forme d'une demi-colonne (surmonté ou non d'un chapiteau, avec ou sans acrotère, parfois orné d'antéfixes aux quatre angles, doté d'une corniche l'apparentant ainsi aux autels de l'Antiquité romaine), il est élevé comme pierre tumulaire sur la fosse mortuaire d’un individu.

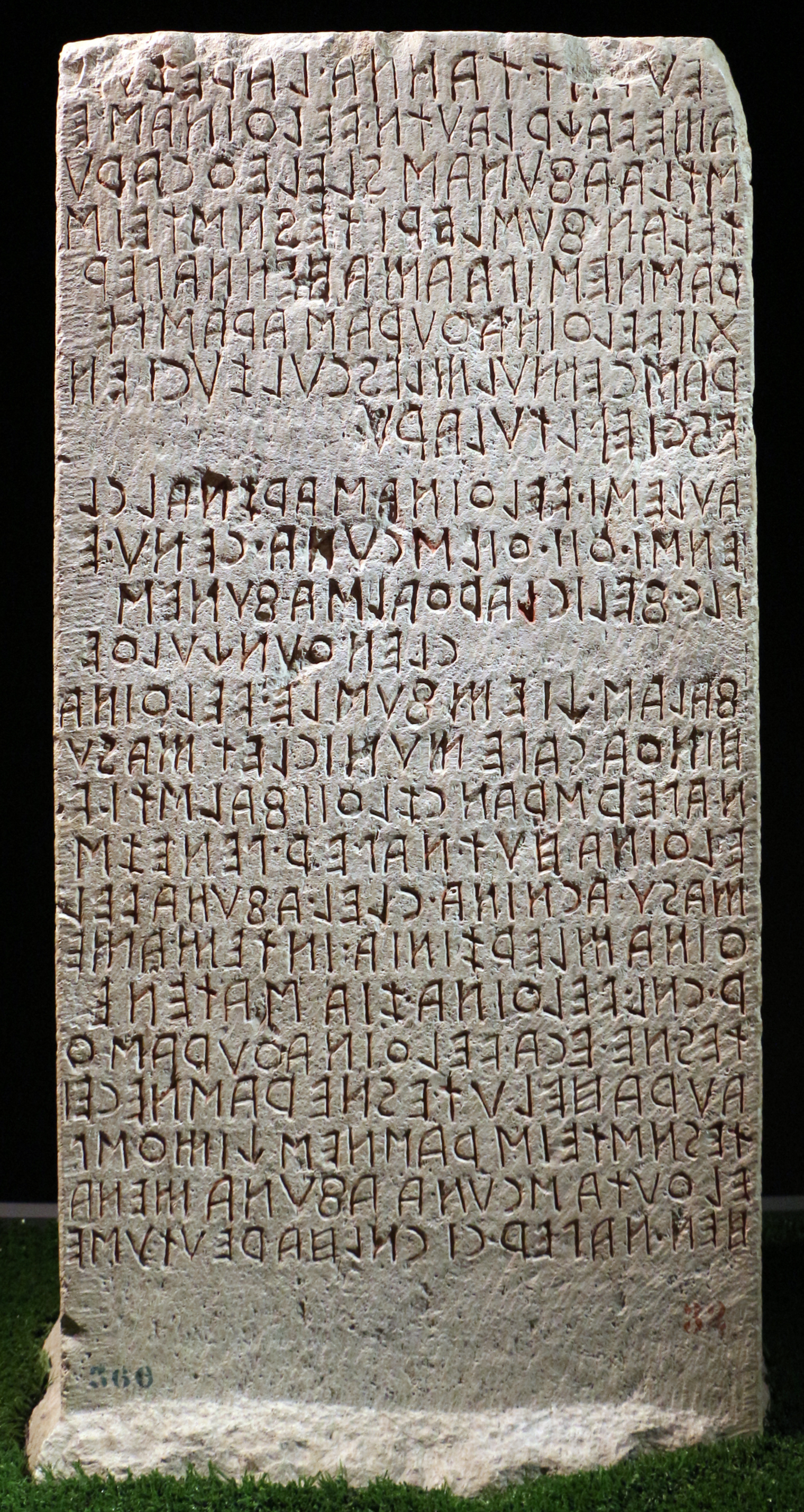
Cippe de Pérouse, texte étrusque découvert en 1822.
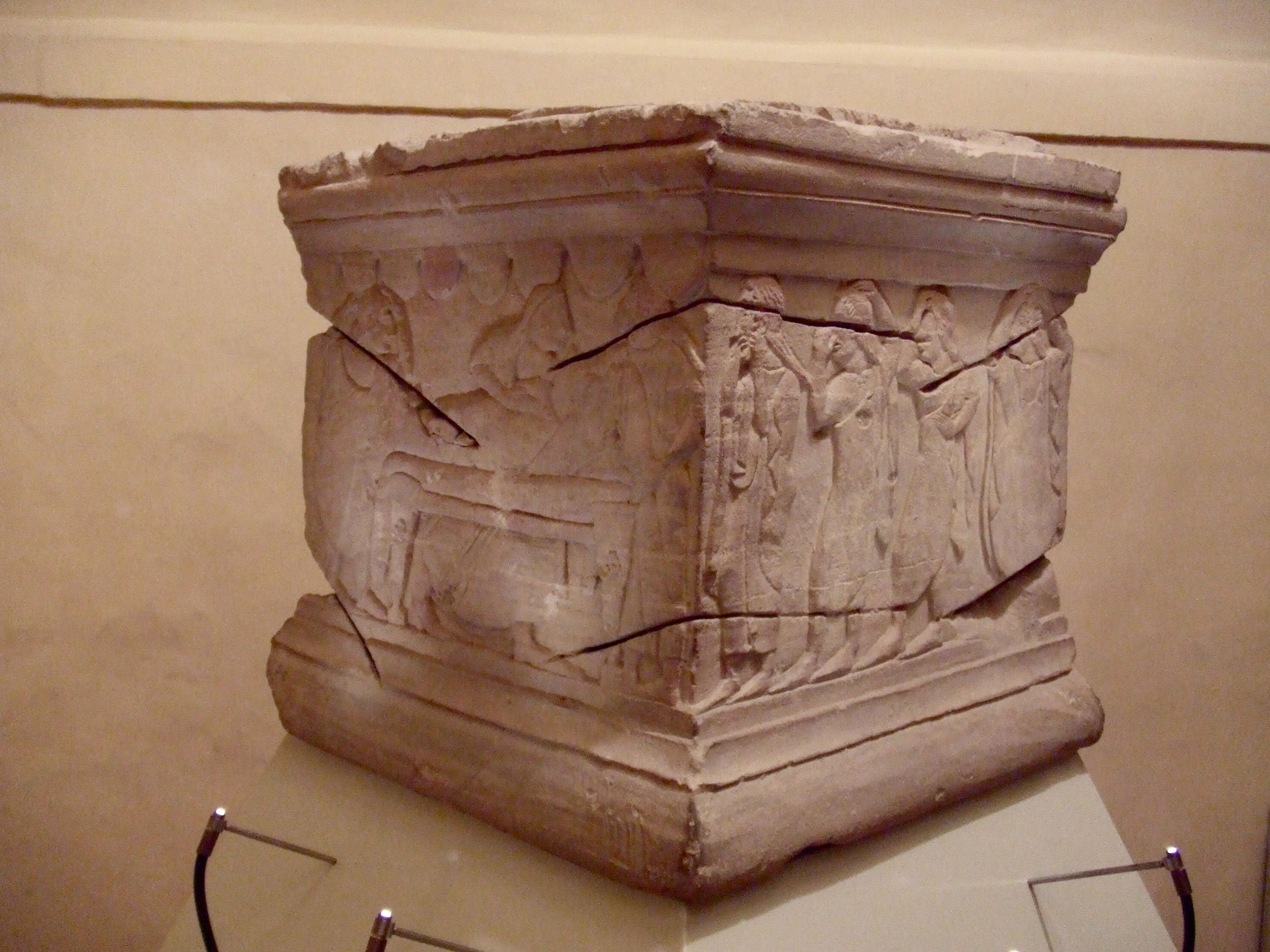
Cippe étrusque en pietra fetida issu de Sant'Angelo (Sarteano), fin du VIe siècle av. J.-C. Scènes d'exposition du mort (à gauche) et de lamentation (à droite).
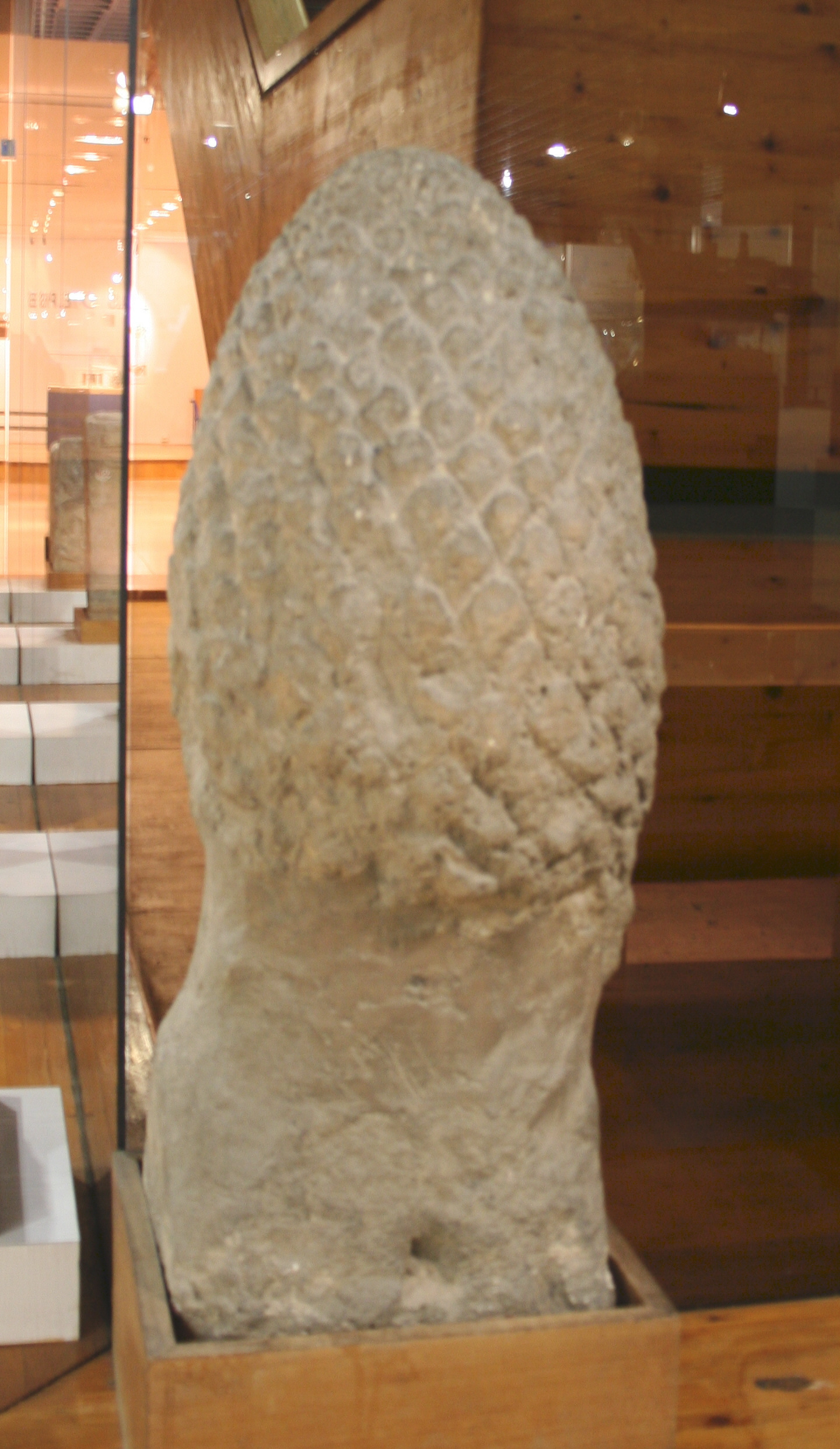
Cippe surmonté d'une pomme de pin qui symbolise l'arbre de vie.

## Exemples
- Cippe de Pérouse
- Cippe d'Avella (fin du IIe siècle av. J.-C.)
- Cippes de Melqart
- Cippe de Beccut
- Lapis niger